# Lauscha
Lauscha – miasto w Niemczech, w kraju związkowym Turyngia, w powiecie Sonneberg. Leży ok. 13 km od Sonneberga. W 2009 roku liczyło 3 760 mieszkańców.
Miejscowość jest znana z tego, że Hans Greiner stworzył tu pierwsze bombki choinkowe.
W mieście znajduje się kompleks skoczni narciarskich zarządzanych przez klub WSV 08 Lauscha, z największą Marktiegelschanze o rozmiarze HS 102.

## Współpraca
Miejscowości partnerskie:
- Heubach, Badenia-Wirtembergia
- Küps, Bawaria